# Kalvön, Borgå
Kalvön är en ö i Finland. Den ligger i Finska viken och i kommunen Borgå i den ekonomiska regionen  Borgå i landskapet Nyland, i den södra delen av landet. Ön ligger omkring 33 kilometer öster om Helsingfors.
Öns area är 2,13 kvadratkilometer och dess största längd är 2,6 kilometer i nord-sydlig riktning. Ön höjer sig omkring 40 meter över havsytan.